# Charles F. Smith
Charles Ferguson Smith (Philadelphia, Pennsylvania, 1807. április 24. – Savannah, Hardin megye, Tennessee (állam), 1862. április 25.) hivatásos amerikai katonatiszt volt, szolgált a mexikói–amerikai háborúban és mint Unió dandártábornoka az amerikai polgárháborúban. Általában C. F. Smithként hivatkoztak rá a hivatalos levelezésben; saját maga szignója is ez volt.
1829-től 1842-ig a West Point segédprofesszora, majd taktikai oktatója volt. 1856-ban részt vett a Red River expedícióban, majd 1856-57-ben Albert Sidney Johnston alatt szolgált Utahban. 1860 és 1861 között a Utahi hivatal vezetője volt. A polgárháborúban hűséges maradt az Unióhoz, 1861-ben ezredessé, majd dandártábornokká léptették elő és 1862-ben hadosztályparancsnok lett annak a Ulysses S. Grantnek a hadseregében, aki tanítványa volt a West Point katonai akadémián. Részt vett Tennessee államot védő erődrendszer, Fort Henry és Fort Donelson elfoglalásában. Utóbbinál az ő csapatai vezették a végső rohamot az utolsó napon. Rövid időre önálló hadsereget kapott, mikor Grantet iszákosság miatt Henry W. Halleck megpróbálta félreállítani, de a Tennessee-folyói expedíció után ismét Grant kapott bizalmat. 1862. március 12-én egy evezős csónakba ugrás közben felhasította a lábszárát és így a Shiloh-i csatát kénytelen volt kihagyni. Április 25-én belehalt a fertőzésbe és a járványos hasmenésbe.

## Ifjúsága és pályafutása kezdete
Charles Ferguson Smith a pennsylvaniai Philadelphiában született 1807. április 24-én. Apja Samuel Blair Smith Jr., a hadsereg sebésze volt, nagyapja az ünnepelt presbiteriánus lelkész, John Blair Smith tiszteletes. Anyja Margaret Ferguson volt. Tizenhárom évesen apja megkérte John C. Calhount, az akkori hadügyminisztert, hogy ajánlja be fiát a West Point katonai akadémiára. A felvételit eredményesen abszolválta, de az első évét fegyelmi kilengések miatt ismételnie kellett. A következő első évében is nagyon fiatal volt a katonai fegyelemre és tanulmányi eredményeivel éppen csak hogy átment. Másodéves korában kezdtek javulni a jegyei és végül sikerrel befejezte tanulmányait és 1825-ben diplomát kapott.
Tanulmányi eredménye alapján 19. volt a 37 hallgató közül. Évfolyamtársa volt Robert Anderson és William R. Montgomery későbbi dandártábornok, illetve a katonai pályáról hallani sem akaró Edgar Allen Poe. A nyári táborozást az új kadétok segédkommendánsaként végezte, olyan hallgatókat megismerve, mint Robert E. Lee és Joseph E. Johnston.

West Point katonai akadémiája, a kadétok körlete

Hadnagyként a 2. amerikai tüzérezrednél szolgált Fort Delaware-ben, az augustai arzenálban, Georgiában és később ennek utódjában, a Summerville-ben épített új arzenálban. Négyévi helyőrségi szolgálat után 1829-ben visszatért a West Pointra és először Ethan Allen Hitchcock százados segédtanárként, majd Sylvanus Thayer és még később René Edward DeRussy őrnagy adjutánsaként működött. 1834-ben meghalt az édesapja. 1838. április 1-jével DeRussy kinevezte a gyalogsági taktikai oktatójának, és ezzel párhuzamosan kinevezték a kadétok kommendánsa (Commandant of Cadets) beosztásba és századosi rangra léptették elő. a 2. tüzérezredben. Kommendánsként az ő hatáskörébe tartozott a katonai program és a fegyelmi követelmények végrehajtása. Tanítványai közé tartozott Winfield Scott Hancock, Fitz John Porter, Edmund Kirby Smith, William T. Sherman, Don Carlos Buell, Gustavus W. Smith, Earl Van Dorn, James Longstreet, George H. Thomas, Ulysses S. Grant, John Reynolds, Richard S. Ewell, Bushrod R. Johnson, William J. Hardee, Simon B. Buckner, Josiah Gorgas, Barnard E. Bee, Jr. és Henry W. Halleck.
1840. március 24-én Baltimore-ban a 32 éves Charles elvette feleségül a nála tizenöt évvel fiatalabb Francis Mactiert. A pár valószínűleg philadelphiai partin találkozott. Charles magával vitte a West pointi rezidenciájára fiatal feleségét, aki nem sokkal később teherbe esett első gyermekével. Henry Mactier Smith azonban 1841. október 5-én, héthónaposan már meghalt. 1842 júliusában a hadsereg hirtelen véget vetett Smith kommendánsi beosztásának és James Tottennel váltotta fel. A Smith család hosszú szabadságot vett ki és Philadelphiába ment.

## A helyőrségben

Fort Columbus, New York

1843. március 1-jén Smith a New York-i Fort Columbus parancsnokánál jelentkezett a 2. US tüzérezrednél szolgálatra. A K század parancsnoka lett. 1843. július 5-én megszületett Edward DeRussy Smith, aki középső nevét Charles west pointi szuperintendánsa után nyerte. 1844 júliusában a K századot küldték ki a philadelphiai Frankford Arsenal fegyverraktárát megvédeni, mikor Kensingtonban zavargások törtek ki. Az anya és a kicsi Edward nem sokára Charles után mentek Philadelphiába, de a tizenhárom hónapos csecsemő számára végzetes volt. Alig egy hónappal a halála után 1844. szeptember 25-én Francis életet adott hasonnevű kislányuknak, akit Fannynek becéztek. Ő lett az első gyermekük, aki megérte a felnőttkort.
A K század elejét vette az arzenál megtámadásának és az élet visszatért a rendes kerékvágásba. Smith west point-i attitűdjét magával hozva hét-nyolc katonát terjesztett fel fegyelmezésre, haditörvényszék előtti tárgyalásra és elbocsátásra, amivel kihívta maga ellen James Bankhead ezredes haragját, aki egy idő után rutinszerűen visszautasította a fegyelmi eljárásokat. 1845 augusztusában a K századot visszarendelték Fort Columbusba és ezt követően az ezred Texasba települt. Az alakulat a Megfigyelő hadsereg részét képezte, amely Texast a Egyesült Államokhoz való csatlakozás után Mexikótól védelmezte. A szövetségi adminisztráció Zachary Taylor ezredest választotta a vezetőjének.

## A mexikói háború
1846. január 13-án James Polk elnök a Rio Grandéhez rendelte Taylor hadseregét. Polk utasításai szabad kezet hagytak abban, hogy Taylor eldöntse, háborúban áll-e Mexikóval, vagy sem, de az elvárás világos volt. 1846. március 8-án Taylor elindult délre, a Matamoros felé vezető úton. Március 28-án érte el a Rio Grande torkolatánál épült várost. A folyó túloldalán várakozott a mexikói hadsereg, mely elfogott egy felderítőcsapatot és megölt két amerikai tisztet. Taylor április 26-án jelentette Washingtonba a hadiállapot beállását. Palo Altónál a felek háromórás tüzérségi párbajt vívtak, melyben a mexikóiak érezték magukat hátrányban, ezért az éjjel folyamán visszavonultak Resaca de la Palmához. Taylor keresni kezdte a mexikóiakat. Smith százados azt a hálátlan feladatot kapta, hogy az út mentén jobbra 50 méterre hatoljon be a tüskebozótosba és indítson próbatámadást a megtalált mexikói vonalak ellen. A jól védhető állásból a sűrű tűz ellenére az amerikai csapatok megfutamították a mexikói hadsereget. Smith az arroyo coloradói átkelésnél, Palo Altónál és Resaca de la Palmánál mutatott lovagias és hősies magatartásért címzetes őrnaggyá lett előléptetve.

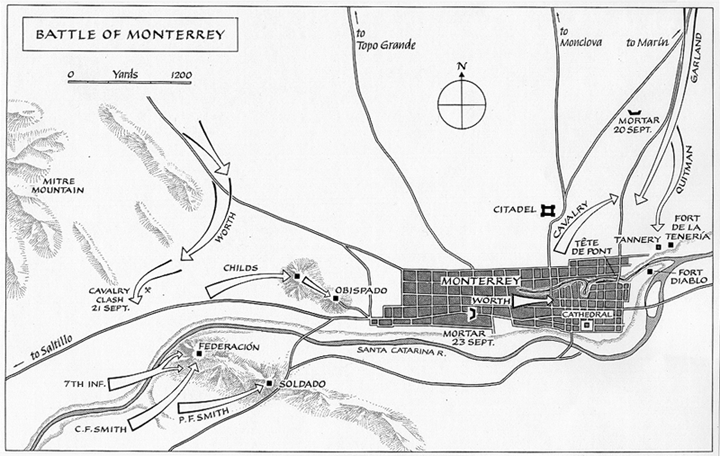
Monterrey ostroma

Szeptember 21-én Monterreynél William Worth hadosztályparancsnoktól négy századnyi könnyűtüzérséget és öt századnyi Texas Rangert kapott a Federation Hill megrohamozásához. A körülbelül 400 fős kontingens elfoglalta Federation Hillt, majd némi texasi erősítés után kartácstűz alatt átkelt a Santa Catarina folyón. Smith vezetésével megrohamozták a zárt sáncerőd típusú ágyúállást és az ágyúkat elfoglalva Fort Soldado ellen fordították őket. A mexikói csapatok erre elhagyták az erődöt. Másnap Worth megtámadta és bevette a püspöki rezidenciát az Independece Hillen, melyet előzőleg kulcsfontosságúnak ítéltek a város védelmében. Szeptember 23-án házról házra menő harcokat vívtak, melyben az amerikaiak elérték a piacteret. Másnap is folytatódott a küzdelem, de este nyolckor a mexikóiak fegyverszünetet kértek. Smith rövid üzenetet küldött haza kislánya második születésnapjára. Második, címzetes alezredesi előléptetését a Monterrey körüli harcokban tanúsított lovagias magatartása hozta meg.
A Polk-adminisztráció politikai döntése után Winfield Scott 1847. március 7-én partra szállt Veracruz mellett, amihez Taylor harcedzett egységeire is igényt tartott. Worth hadosztályában Smith megtartotta a könnyűtüzérség felügyeletét. Március 29-én, többnapos ágyúzás után Veracruz minden tisztje és katonája megadta magát. A partvidéken kitörő sárgaláz járvány elől az amerikai Inváziós hadsereg az ország belseje felé indult. Augusztusra a hadsereg már Mexikóváros környékéig hatolt. A cerro gordói győzelemben Smithnek nem volt aktív szerepe, de a san antoniói ütközet után Worth ismét dicsérte képességeit. Churubuscónál Smith ütege segített a visszavonuló mexikói hadsereg állásának bevételében. A contrérasi és churubuscói ütközetekben való bátor és kimagasló helytállásáért címzetes ezredesi rangot kapott. A Molino del Rey-i csatában Scott gyakorlatilag megsemmisítette az ellenséges hadsereget, bevette Chapultepec kastélyát, majd Mexikóváros megszállását határozta el. 1848. szeptember 14-én az amerikai hadsereg bevonult a mexikói fővárosba.
A békefenntartás céljából Scott speciális zászlóaljat hozott létre. Öt nyolcvan főből álló századnyi két tiszttel alkotta a Városi Őrséget, s ennek vezetőjéül Smith-t jelölte ki. Smith saját maga választhatta ki tisztjeit. Az Őrség tevékenységét még a mexikói felsőbb körök is dicsérték. Smith felvonulásokkal, és egyéb napi parádékkal köszönte meg a katonák belé helyezett bizalmát. Az 1848. február 2-án aláírt Guadalupe Hidalgó-i béke után 1848. június 3-án Smith kitöltötte a mandátumát, mint a Városi Őrség vezetője. Következő nap jelentkezett Worth tábornoknál, mint az 1. hadosztály főfelügyelője. A mexikói hadjáratban összesen három tiszteletbeli előléptetésben részesült és ennél többet senki nem kapott. A kilenc háromszor előléptetett katona között volt Robert E. Lee, Braxton Bragg és Joseph Hooker. Smith Mexikóvárosból elküldte 142. levelét haza, majd Worth egysége menetelni kezdett a part felé, hogy július 14-én az Alabama gőzösön elhagyja Veracruzt.

## Florida, West Point, Maryland

Fort Marion és a kikötő

Smith 1849. július 29-én ért Washingtonba, másnap fogadta a hadügyminiszter és az elnök. Három év után Smith misén vett részt, aztán családlátogatási körútra indult Annapolisba. A hadsereg haditörvényszéki szolgálatra rendelte bő egy hétre, majd hosszú szabadságot vett ki. Fanny születésnapját családi és baráti körben ülték meg szeptemberben Philadelphiában. 1849 januárjában Smith K századát a hadsereg a floridai St. Augustine-ba rendelte. Smith jelentkezett a kikötőben elhelyezkedő Fort Marionban. A kormányzó William D. Moseley a szeminol indiánok kitelepítését indítványozta Polk elnöknél, majd január 13-án rezervátumba kényszerítette a két háború után megtizedelt és részben kitelepített indián népességet. A Smith család azonban április 20-án családi örömök elé nézett: megszületett Allen, a család harmadik és a felnőttkort egyedül megélő fia.
1850 augusztusában a szeminolok és a fehér telepesek közti feszültség csökkent, így a Smith házaspár visszautazott New Yorkba, a West Pointra. Charles részt vett egy komitében, ahol új kézikönyvet dolgoztak ki a tengeri, partvidéki és hegyi ostromokban alkalmazott tüzérségi eljárásokra. 1851. május 10-ig az új kézikönyvet az elnök jóváhagyta, a hadsereg beemelte az oktatásába és kinyomtatták. 1852 szeptemberében a hadügyminiszter utasítására másik két tiszttel együtt Smith részt vett az 1846-os Frémont-expedíció pénzügyi felülvizsgálatában. Smith lett a komité elnöke és a marylandi Fort Washingtonba küldték dolgozni. Ebben az időben Smith kapitányi zsoldjából éltek, ami 1324$ volt egy évre. Felesége 1853. október 15-én életet adott Henrietta lányuknak. 1854. november 24-én Smitht előléptették a tüzérség tényleges őrnagyává. 1855 április 3-án a befejezett munkát követően a hadügyminiszter feloszlatta a komitét.

## Minnesota
1855 márciusában a pennsylvaniai Carlisle helyőrségben megkezdte működését a 10. US gyalogsági ezred. Az alakult parancsnoka Edmund B. Alexander lett, a helyettese pedig az alezredessé előléptetett Smith. Az ezred tisztekben két őrnagyot, tíz századost, tíz főhadnagyot és tíz hadnagyot számlált. Sokan közülük Smith west pointi ismerősei voltak: William H. T. Walker őrnagy, Edward Canby őrnagy, Barnard E. Bee, Jr. százados, Franklin Gardner százados, James Nelson és James Snelling százados és Henry Heth főhadnagy. A kiképzés befejezésével az ezred háromfelé lett osztva a Minnesota territórium és Wisconsin között. Felesége és gyermekei erre a küldetésre nem tartottak vele; Francis, a hatéves Allen és az egyéves Henrietta New York Cityben laktak, míg Fanny hogy jó iskolába járhasson, Charles anyjánál, Margaretnél lakott Annapolisban. A háromfelé szakadt család tagjai között intenzív levelezés tartotta a kapcsolatot.
1856. június 9-én utasítást kapott, hogy vezessen expedíciót a határ közelébe, ez volt a Red River expedíció. Feladata volt felmérni a területet katonai helyőrségek létesítése céljából, az egymás közt torzsalkodó indián törzsekkel való békefenntartás és a Kanadából átruccanó trapperek és vadászok figyelmeztetése, hogy a jövőben ez nem lesz elnézve nekik. Ezen kívül meg kellett látogatnia a Mini-Waken-tavat (mai nevén Devil's lake, Ördög-tó) a brit alattvalók határsértésének megakadályozása céljából. Smith az útra a B és F századokat vitte magával. Az útvonal a Mini-Waken tó érintésében különbözött Samuel Woods őrnagy 1849-es Red River expedíciójától.

## A mormon háború Utah-ban
1857. július 18-án a 10. US gyalogezred utasítást kapott, hogy állítsa helyre a rendet Utah territóriumon. Az ezredhez lehajózott a 2. lovassági ezredhez Fort Leavenworthbe, Kansasbe, majd bevárták az 5. US gyalogezredet Floridából és két ütegnyi tüzérséget. A késői indulásnak megfelelően Utah hadsereg szeptember végén ért Utahba. A mormonok a nyílt ellenállás helyett elhagyták lakóhelyeiket, de gerillataktikával nehezítették a hadsereg előrehaladását. A hadsereg a mormonok által leégetett Fort Bridger helyén épített Camp Scottban töltötte a telet. Albert Sidney Johnston ezredes, a hadsereg parancsnoka különböző állástalan emberekből milíciát próbált fabrikálni és Smitht kérte fel a több századnyi friss rekruta vezetésére. Smith mélyen megvetette az új önkénteszászlóaljat és többszöri határozott kérésére Johnston Barnard E. Bee-vel váltotta fel.
A hadsereg 3000 fő erősítést kapott a tél folyamán és 1000 új önkéntes csatlakozott a Nauvoo Légióhoz. A küszöbön álló ütközetet politikai alkudozás késleltette. Alexander szabadságra menésével Smith vette át az ezred irányítását. Tavasszal a hadsereg átköltözött Salt Lake Citytől délre, a Utah-tó melletti Camp Floydba. Smithnek viszketett a tenyere és minden mormont legszívesebben felakasztott volna. 1858. december 19-én Morrison alezredes a 7. US gyalogezredtől átadta Camp Floyd parancsnokságát Smithnek. 1860. február 29-én Johnston átadta a parancsnokságot a Department of Utahban Smithnek. Smith szigorú fegyelmet tartva igazgatta a rábízott területet és vigyázta a telepesek átkelését az északi Humboldt-úton a csendes-óceáni térségek felé. Személy szerint különleges állapot kimondását szerette volna, hogy a hadsereg szabad kezet kapjon a rendcsináláshoz, de ehhez nem kapott politikai támogatást. Augusztus 20-án a hadügyminiszter leváltotta a Department of Utah éléről és Camp Floyd vezetését bízta rá. Smith 1860-ban már szabadságot kért, de elutasították. 1861 januárjában megint szabadságért folyamodott.

## Az elszakadás és a polgárháború korai szakasza

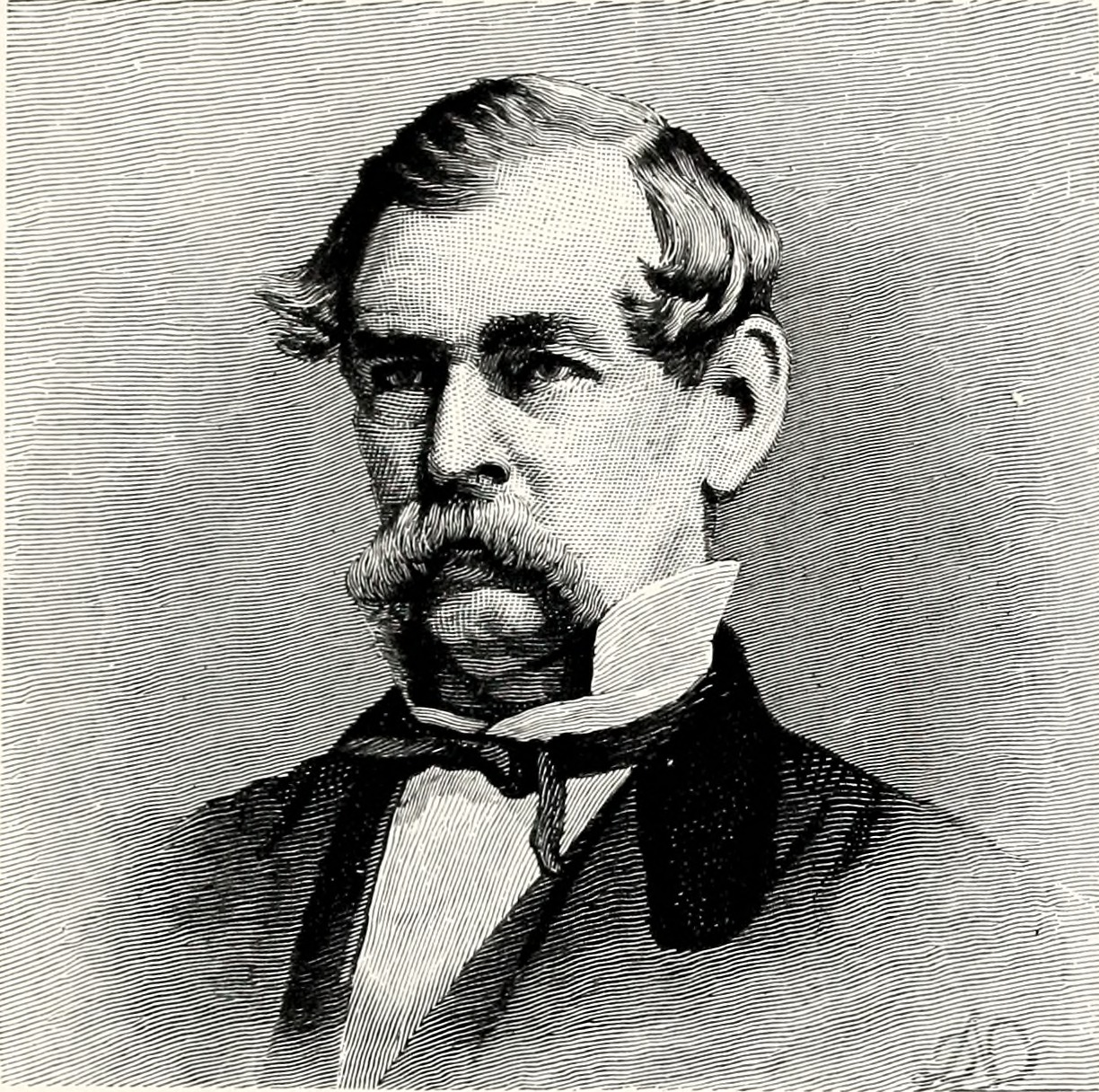
1910-ben megjelent Abraham Lincoln c. könyvből vett rajz

1861. február 24-én Smitht a megoldott utahi helyzetet hátrahagyva áthelyezték a New York-i Fort Colombusba az Általános Hadügyek Keleti Hivatalának Szuperintendánsának (Eastern Department of the General Services). Öt-hat év távollét után Smith ismét találkozhatott a családjával. A toborzóhivatalt június 20-án kellett volna átvennie, azonban az USA nagyságára nézve jellemző, hogy Smith március 28-án ért New York Citybe. Eddigre az országból kivált hét tagállam és megalapította a Amerikai Konföderációs Államokat. Smith kezdetben bízott benne, hogy a krízis el fog múlni és átkokat szórt mindenkire, aki felidézte, illetve az inkompetensnek érzett végrehajtó hatalom fejére James Buchanan elnökre és John B. Floyd hadügyminiszterre.
Április elején Smith szabadságát megszakították és megbízták a Department of Washington irányításával. Április 6-án a fővárosba érve azonnal megkapta az összes azt védő katona irányítását. Smith találkozott az elnökkel, akinek felesége Mary Todd Lincoln tulajdonképpen távoli rokona volt, minden erejét az ügy szolgálatába állította, több napig hivatalában az íróasztalnál aludt. A folyamatosan érkező erősítésekkel Smith a főváros fontos részeinek küszöbön állónak érzett ostroma ellen emelt barikádokat. Működésre folyamán a fővárosban levő katonaság 1500-ról 6000 főre nőtt. A sajtó hamarosan pletykákat kezdett terjeszteni iszákossággal és megbízhatatlansággal vádolva. Április 28-án a hivatalát kibővítették és a pennsylvaniai milícia parancsnokára, a 12 000 katonát hozó Robert Patterson vezérőrnagyra bízták. Az elbánás és a tehetetlennek érzett Pattersonnal való felváltás mélyen bántotta, de utóda nem egészen nyolc napig húzta a pozícióban, majd a Department of Pennsylvania élére helyezték. Ebben az időszakban Smith keservesen panaszkodott a régi, bizonyított tisztek hiányára és a Republikánus párti politika rátelepedésére a hadügyekre. Május 2-án Smith visszatért New Yorkba, hogy a szuperintendánsi hivatalában átvegye az állandó hadseregbe jelentkező önkéntesek szervezését. Május 22-ig 600 katonát gyűjtött, amiből 400 a szigorú fegyelmet követelő Smith munkájának köszönhetően „tűrhetően” kiképzetté vált.

## Nyugat-Kentucky körzet élén
1861. augusztus 31-én előléptették az önkéntes hadsereg dandártábornokává, megbízták a District of Western Kentucky vezetésével, melyet szeptember 8-án vett át, szeptember 9-én pedig előléptették tényleges ezredessé. A főhadiszállás Paducahban volt, a Tennessee-folyó mentén. Paducaht Ulysses S. Grant vette be szeptember 6-a hajnalán. A város a közeli Columbus elfoglalása miatt konföderációs megszállásra készült, így csupa lázadó zászló dekorálta. Ez így is maradt, amíg november 27-én, a lobbanékonyabb Lew Wallaceszal való összekülönbözés után a 36. számú általános utasításában Smith be nem tiltotta ezt a lázadónak tekintett cselekedetet. Smith és Grant találkozását az utóbbi úgy írta le, hogy kezét tördelte és nagyon ideges volt. A West Point akadémián Smith a parancsnoka és oktatója volt és 1861. december 20-án Grant a felettesévé vált, mégpedig nem a katonai előmenetele miatt, mert Grantet a hadsereg elbocsátotta, hanem amiatt, mert illinois-i politikusok őt hónapokkal előbb nevezték ki ezredesnek és dandártábornoknak, mint a teljes életében a katonai szolgálatot ellátó Smitht. Smith nem tett említést Grant iszákosság miatti fiaskójáról és végtelenül lojális volt tanítványából felettesévé váló Granttel szemben, mi több, büszke volt az előmenetelére.
Smith a washingtonihoz hasonló eltökélt munkával fejlesztette Paducah védelmét azonban ismét sajtóvádaskodás érte. Az állandó hadsereg tisztjeként nem sokat törődött az újságírókkal, azok pedig a kor szokása szerint, ha semmi hiteles információt nem kaptak, amiből cikket írhattak volna, akkor negatív, lehúzó cikkeket jelentettek meg, mindenféle utcai pletyka alapján. A Department of Missouri és egykori tanítványa, George W. Collum ezredes, Henry W. Halleck vezérőrnagy főmérnöke és később törzsfőnöke a védelmére keltek, így a tapasztalt katonát megmentették az uniós hadsereg számára. Halleck novemberben vette át a Department of Missouri vezetését John C. Frémonttól, s ezzel Grant felettesévé vált. 1862 elejétől fogva Grant parancsnoksága hadjárati tervekkel, igényekkel és engedélyekért való folyamodással bombázta Hallecket.

## Fort Henry és Fort Donelson

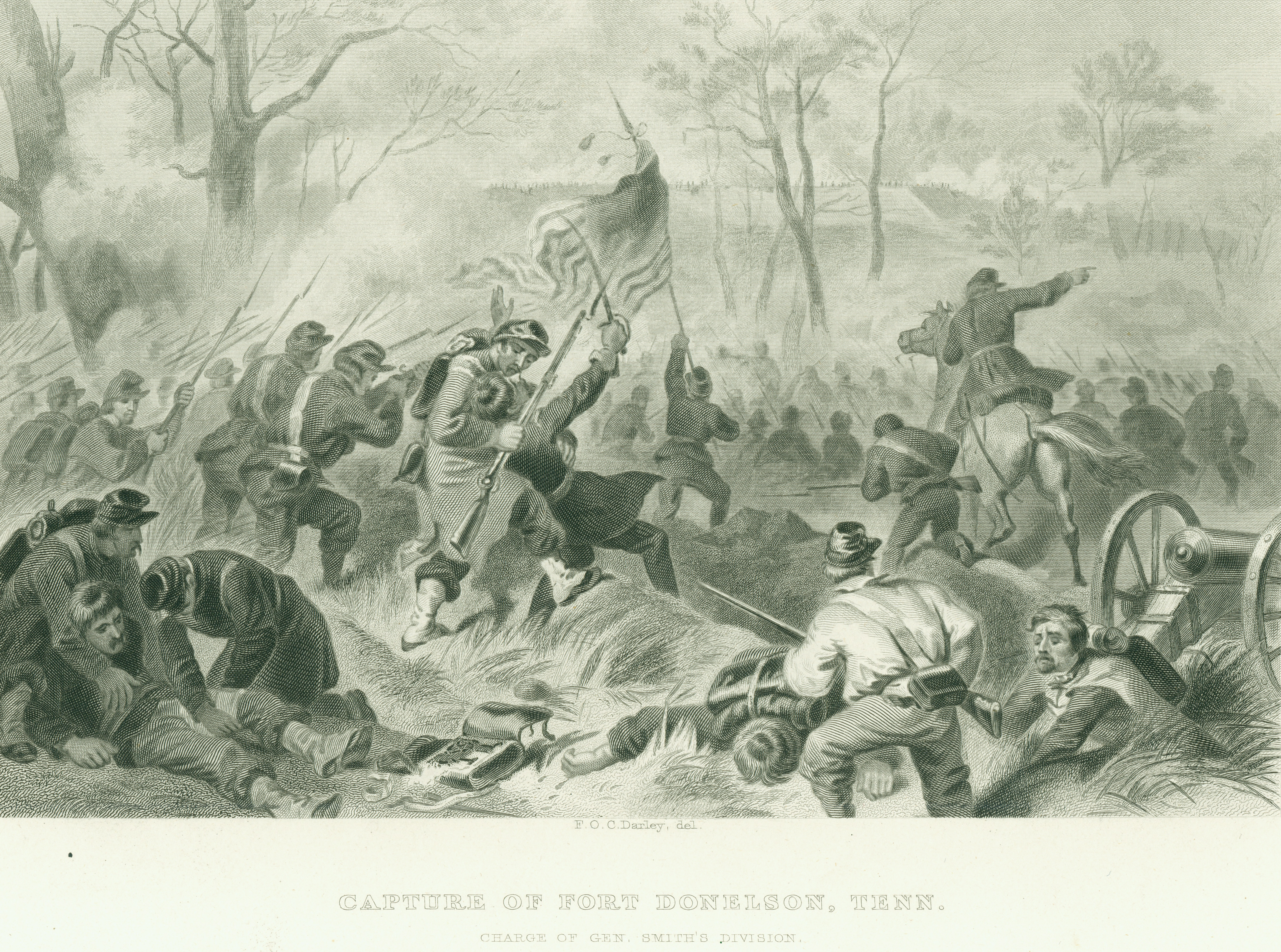
Smith hadosztályának támadása Fort Donelsonnál

1862. január 30-án végül Halleck engedélyt adott Fort Henry megtámadására. Grant eredetileg csak két hadosztályt vitt magával, Smithét és John A. McClernandét. Február 6-án Fort Henry már meg is adta magát a támadóknak, mert a hibás tervezés folytán éppen árvíz idején a víz szintje alá került. A védők átmenekültek Fort Donelsonba, és vízi úton megérkezett Lew Wallace 3. hadosztálya is, így 1862. február 13-án megkezdődhetett a Fort Donelsonért vívott küzdelem. Ez már heves ütközet volt. A harcfelderítés kudarcot vallott és a folyó támadó Mississippi-folyami svadron bombázására a védők ágyú pusztító tűzzel feleltek, így a flottilla is kudarcot vallott. December 15-én a konföderációs erők támadásba mentek át és kis híján szétzúzták az uniós jobbszárnyat. Grant kölcsönvéve Smith két dandárját megszilárdította a jobbszárny helyzetét, majd azt az üzenetet küldte Smithnek a hadállás balszárnyán: „Minden kudarcot vallott a jobbszárnyon – Önnek kell bevennie Fort Donelsont.”
Smith maradék két dandárjával lendületes támadást indított. A katonái javarészt még nem láttak harcot és mikor a golyók fütyülni kezdtek, meginogtak. Smith odarohant és a következő szavakkal biztatta felkelésre katonáit: „Mi ez, uraim, maguk itt rejtőzködnek?! Nálam semmiféle bujkálás nincs! Gyerünk, maguk önkéntesek, gyerünk! Itt a nagy esélyük! Önszántukból jelentkeztek, hogy hazaszeretetből akár meg is halnának; itt az alkalom, hogy megtehetik! Maguk istenverte önkéntesek – én csak egy katona vagyok, én nem akarok meghalni, de maguk ezért jöttek ide és most eljött az idő!”. A buzdítás működött, a két dandár rohama elfoglalta az erőd körül húzódó konföderációs állásokat, melyeket kétórányi ellentámadás sem tudott visszafoglalni. Február 15-én éjszaka a siker karnyújtásnyira volt már. A konföderációs erők a fegyverszünet feltételeiről érdeklődtek. Smithnek mint a hitszegés kérlelhetetlen ellenségének mindenfajta feltétel káromlásnak tűnt és ezt Grant tudomására hozta. Grant föltétel nélküli megadást követelt és reggelre a konföderációs erők megadták magukat.
Március 4-én Smith parancsot kapott, hogy Grantet leváltva Sherman és Lew Wallace hadosztályával irányítsa a Tennessee-folyón indított expedíciót. Az expedíció megállapította, hogy a következő célpont Corinth kell hogy legyen és ehhez az ideális gyülekezőhely Pittsburgh Landing, száz mérföldre délre Fort Donelsontól. Smith védművek emelése helyett gyakorlatozást rendelt el az újoncoknak. 1862. március 12-én Lew Wallace érkezésekor Smith csónakon indult találkozóra, hogy megbeszélje vele a teendőket. Smith és Wallace megállapodtak, hogy előbbi következő feladata a Wallace's bridge (Wallace hídja) elfoglalása lesz. A visszaúton a csónakba ugráskor szenvedte el Smith tábornok a lábsebét; a mély vágás csontig hatolt a térd és a boka között. Wallace invitálta, hogy maradjon a hajón és az orvos vegye kezelésbe a sebet, de Smith ezt a túl sok munkára hivatkozva visszautasította és fél lábon ugrálva a saját táborába ment. Smith továbbra is talpon maradt a sietve ellátott sebbel, de Grantet március 17-én időközben Halleck visszahelyezte a Tennessee hadsereg élére és ő gyorsan belátta, hogy Smith legénykedése ellenére pótlásról kell gondoskodnia. A hadosztályt ideiglenes jelleggel W. H. L. Wallace dandártábornok vette át. 1861. március 21-én Smitht előléptették az önkéntes erők vezérőrnagyává, Lew Wallace-t megelőzve, de McClernandhez képest később.
W. H. L. Wallace és emberei utolsó csepp vérükig harcoltak az április 6-7 között vívott Shiloh-i csatában a Hornet's Nestet védelmezve. Háromfelől körbevéve és ágyútűz alatt végül Wallace kiadta az utasítást a visszavonulásra, de közben halálos sebet kapott. Wallace ugyanabban a Cherry Mansion kórházban halt meg Savannahban, mint ahol Smith feküdt. Smitht meg kellett operálni és morfint kapott a fájdalmai enyhítésére, amit teljesen hatástalannak talált. A beavatkozás után sztrichninből, arzénból és ópiumból kevert gyógyszert adtak neki, melynek elemei egyénileg valóban az orvosi alkalmazás kelléktárában álltak, de együttvéve túl soknak bizonyultak. Grant odaküldte saját sebészét, John Britton doktort, aki tábornoki rangban szolgált a seregben. Britton már csak a halálát tudta végignézni egy nappal az 55. születésnapja után. Holttestét Philadelphiába, szülővárosába küldték, és a Laurel Hill temetőben helyezték örök nyugalomra. Később feleségét és édesanyját is mellé temették.

## Fordítás
- Ez a szócikk részben vagy egészben  a   Charles Ferguson Smith című angol Wikipédia-szócikk ezen változatának fordításán alapul.  Az eredeti cikk szerkesztőit annak laptörténete sorolja fel. Ez a jelzés csupán a megfogalmazás eredetét és a szerzői jogokat jelzi, nem szolgál a cikkben szereplő információk forrásmegjelöléseként.